# 宮増

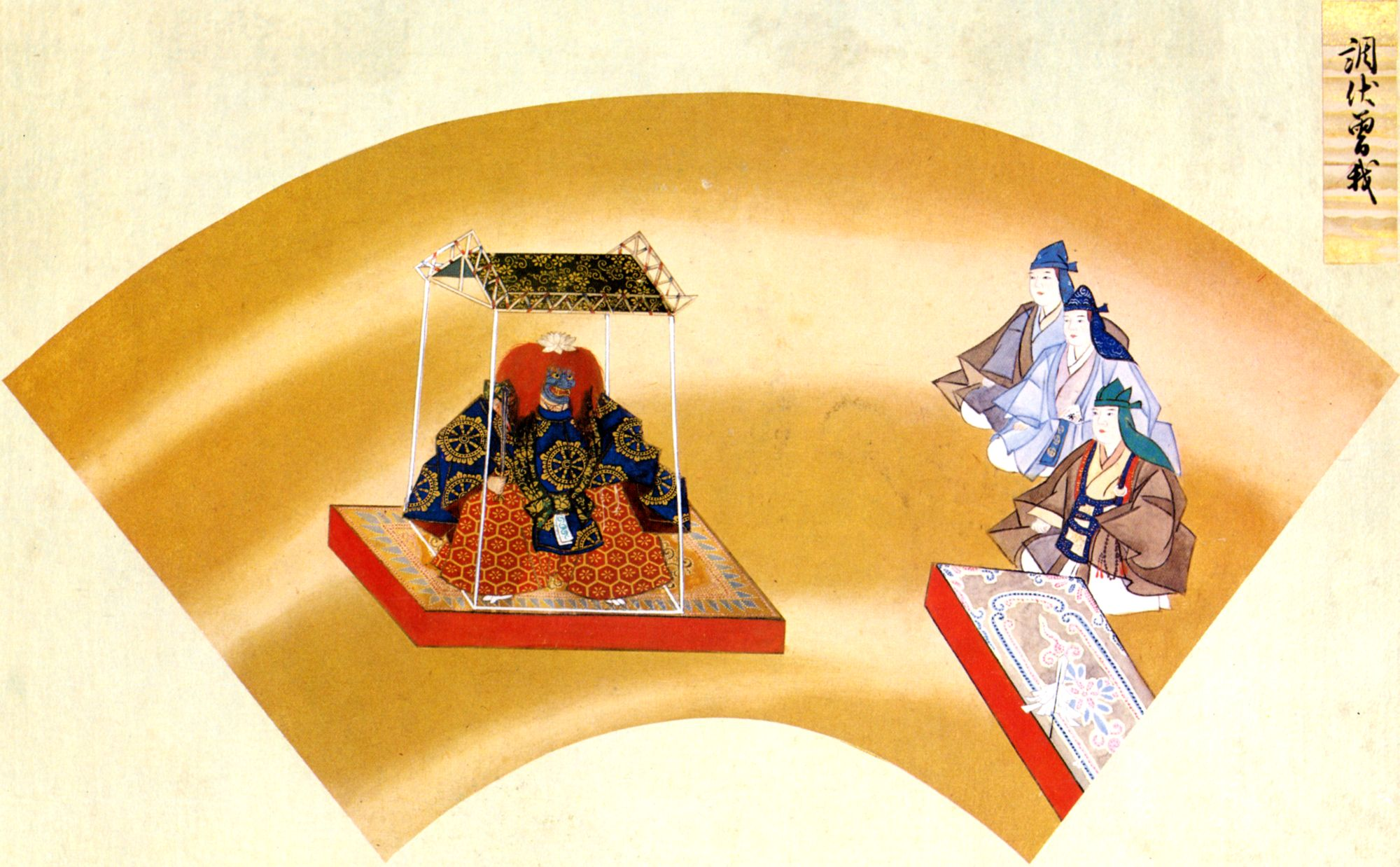
能「調伏曽我」。宮増の作品と伝えられる（後述）

宮増（みやます）は、能「調伏曽我」「小袖曽我」「鞍馬天狗」「烏帽子折」「大江山」などの作者として、各種作者付に名前が見られる人物。計36番もの能の作者とされながら、その正体はほとんど明らかでなく、「謎の作者」と言われている。
その作風は先行する観阿弥、また後の観世小次郎信光などに通じるもので、面白味を重視した演劇性の強い作品が多い。
永享頃から室町後期にかけ、宮増姓を名乗る「宮増グループ」と呼ぶべき大和猿楽系の能役者群が活動しており、近年の研究では能作者「宮増」はその棟梁を務めた人物、あるいはグループに属した能作者たちの総称であるとも考えられている。

## 能作者「宮増」

### 作者付に見える能作者「宮増」
能作者「宮増」の名が見られるのは、能の曲目・作者の一覧を示した所謂作者付と呼ばれる伝書においてである。
うち、観世長俊の談話に基づいて作られた『能本作者註文』では、「氷室」など10番の能の作者として「宮増」なる人物の名が挙げられ、「脇之上手と云々」と注記されている。一方、筆者不明の『自家伝抄』では、「元服曽我」など28番の能について、作者が「宮増」である旨が記されている。
能作者としての「宮増」についての史料はわずかにこの2つのみで、またそこからは、「優れたワキ方の能役者だった」ことが辛うじて知れるに過ぎない。

### 「宮増」を名乗る役者たち
他方、同時代の記録からは、「宮増」を名乗る能役者の存在が複数見出される。
1. 宝生座系の名脇師であった生一小次郎の師で、室町前期頃に活躍したらしい宮増大夫（『四座の役者』）
2. 1478年（文明10年）頃、大和国田部社・小田中社の楽頭であった宮増大夫（『大乗院寺社雑事記』1478年8月20日の条）
3. 観世座の伝説的な小鼓の名手で、観世与四郎（音阿弥の子）や美濃権守の小鼓の師・宮増五郎（『四座役者目録』）
4. 6の祖父で、伊勢国下楠に在して鼓伝書『風鼓』を相伝した宮増大夫
5. 1465年（寛正6年）2月、仙洞御所での演能の帰途に横死した観世座の小鼓打ち・宮増次郎五郎（『山科家礼記』1463年3月21日の条、『親元日記』）
6. 4の孫で、鼓の名手であった宮増弥七・弥六親次（弥左衛門親賢、16世紀半ば頃没）兄弟
7. 延徳年間（1489～92）に活動した、金剛座の役者だったとも考えられる[2]宮増三郎五郎
8. 1509年（永正6年）8月ごろ、宗長が日光鏡泉房を訪れた時に歓待した宮増源三（『東路のつと』）
9. 1438年（永享10年）、伊勢荒祭宮で法楽猿楽を行った宮益大夫（「一禰宜氏経神事日記」）

### 宮増研究の進展
これに着目して宮増研究の先鞭を付けたのが、小林静雄である。小林は1432年（永享4年）の演能記録から、能作者・宮増を同時代の能役者・音阿弥（1398年生）や金春禅竹（1405年生）よりやや年長と推測し、能作者「宮増」は、1の「宮増大夫」と同一人物であり、2の「宮増大夫」をその後継者と考えた。
戦後、北川忠彦は小林の説を継承し、また「雲上散楽会宴」の記述などから、宮増はワキだけでなく小鼓にも長じたと考え、6の宮増兄弟を能作者「宮増」＝「宮増大夫」の子孫とした。
こうして小林・北川以降、宮増は永享〜応仁年間に活動した大和猿楽系の小さな座を率いる棟梁であり、旅興行や他座のワキなどを勤めることで生計を立て、役者・囃子方をともにこなしていた人物であるとする説が定着した。
その後竹本幹夫が、5〜8などの「宮増」を名乗った役者たちについての検討などから、宮増姓を名乗る「宮増グループ」と言うべき役者群の存在を提唱した。彼らは大和・伊勢の国境付近を中心に活動し、観世座（時代が下ると金春、金剛などにも）などに所属して鼓打ちなどを勤めつつ、時に一座を組んで旅興行なども行う、独自の立ち位置を持つ有力な猿楽師の一族であっただろうと推測した。
能作者「宮増」はそのグループの棟梁と考えられ、3、4に挙げる小鼓の名人「宮増五郎（大夫）」とも同一人物と見られる。また竹本は『能本作者註文』所引の宮増曲の演能記録などから、5の観世座所属の「宮増次郎五郎」が能作者「宮増」と同一人物である可能性を示した。
これに対して西野春雄は、作風の多様さなどから、能作者「宮増」とは特定の一人を指すのではなく、「宮増グループ」に属する何世代かの作者たちの総称ではないかという説を提示し、永享年間に活躍した宮増大夫はその棟梁にして初代であろうとした。
このように研究は進んだものの、能作者「宮増」の全貌は未だ明らかになっていない。

## 作品と作風

### 伝宮増作の作品
宮増の作品として『能本作者註文』では、
氷室・浦島・元服曽我・錦戸・大木・小林・鞍馬天狗・菅丞相・調伏曽我・舞車
の10番を挙げる。一方『自家伝抄』では、
元服曽我・石子積・六代・夜討曽我・粉川寺・摂待・文覚・石神・調伏曽我・熊野参・虎送・文削曽我・逆鉾・優填王（獅子）・石橋（獅子）・小袖曽我・烏帽子折（現在熊坂）・放下僧・那須与一（延年）・満仲・御坊曽我・生贄・正儀世守・伏木曽我・形見送・櫃切曽我・聟入自然居士・大江山（酒呑童子）
の28番が挙げられる。このうち重複するのはわずかに「元服曽我」「調伏曽我」のみである。特に『自家伝抄』説の信憑性については極めて否定的な見解があり、それに基づいて「宮増」の作風を検討することへの批判がある一方、所謂「宮増風」の曲目として肯定的に評価する向きもある。

### 主な作品

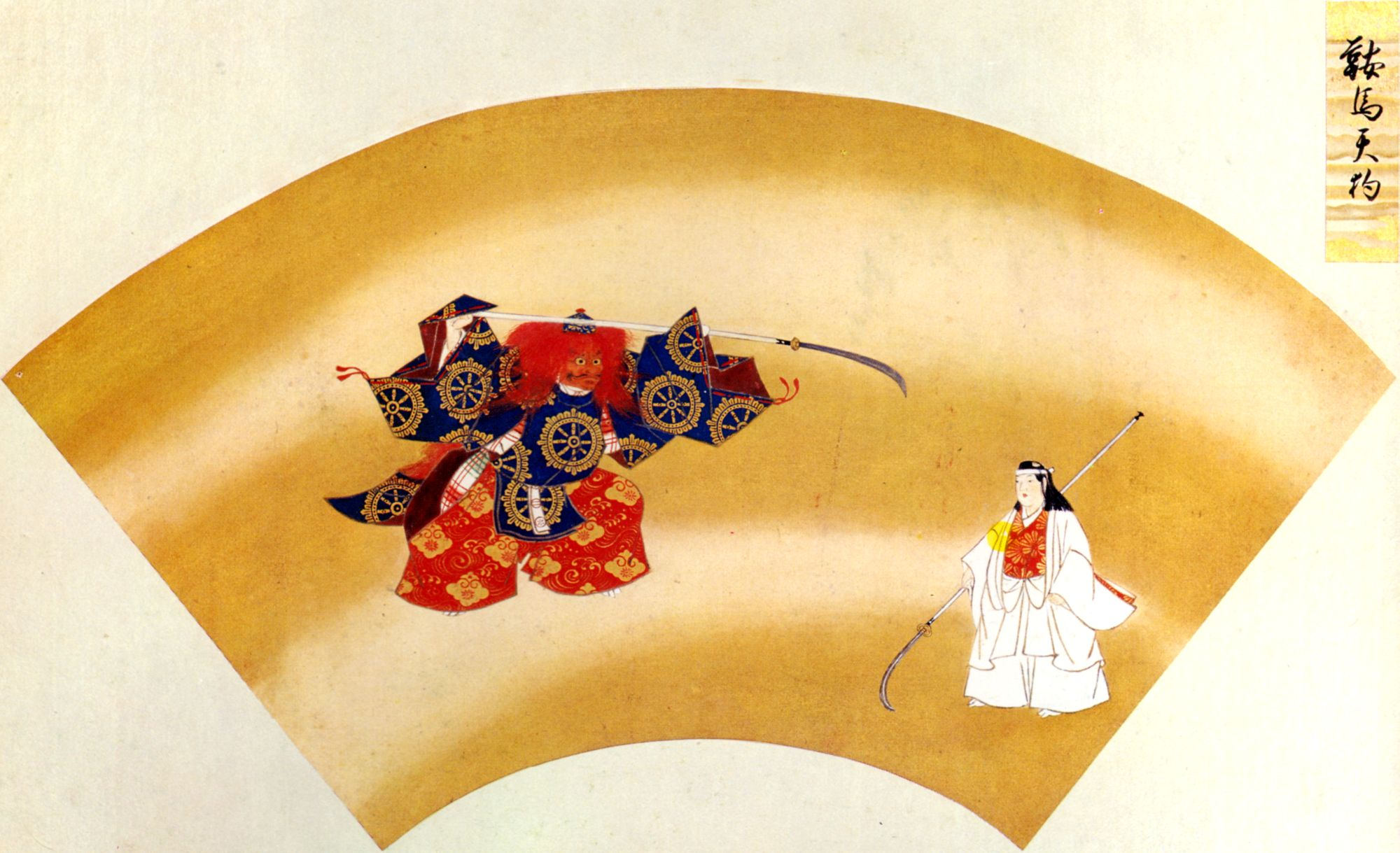
能「鞍馬天狗」。後場、鞍馬山の大天狗は牛若丸に兵法の秘伝を授け、将来の守護を約束する

#### 鞍馬天狗
五番目物。『能本作者註文』が宮増作とする。前場では花見における稚児姿の牛若丸と大天狗との出会い、一転して後場では暗い山中での兵法の相伝を描く。中世存在したと思われる「牛若の物語」と言うべきものに取材したと思われるが、花見という場の設定、大天狗と牛若丸との間に交わされる少年愛的な仄かな愛情などに作者独自の作意が見られる。また稚児の積極的な登場は「宮増作品」の特徴の一つであるが、本作は同趣の作品の中では見た目の華やかさを重視し、都会的なセンスが強い。一方、天狗という「外道の魔物」を、「強きを挫き弱きを助ける」役として好意的に描いた点にも独創性があり、『能本作者註文』が宮増作とする作品では最も優れた能の一つである。

#### 調伏曽我
四・五番目物。『能本作者註文』『自家伝抄』がともに宮増作とする2曲の一つ。『曽我物語』に取材した作品で、不動明王たちが箱王の仇・工藤祐経の形代を調伏し、将来の悲願成就を示す。シテが前場では工藤祐経、後場では不動明王と、全く違う役所を演じるという異色作。複数の登場人物の心理のひだを「躍動的で秀逸」な台詞のやりとりで描き出す劇作の巧みさは、「鞍馬天狗」「安宅」にも匹敵する。

#### 大江山
五番目物。『自家伝抄』が宮増作とする。源頼光の酒呑童子退治を題材にした作品で、直接的にはいわゆる香取本「大江山絵詞」に拠るとみられる。ワキ、アイの巧みな利用が特徴的で、童話的な趣のある作品。一方香取本に酒呑童子を稚児姿で描写する傾向があることを受けてか、「鞍馬天狗」同様に前場では、頼光と酒呑童子との間に児物語的な恋情を漂わせている。

### 作風
上記のような「宮増作」とされる作品について小林は、「『曽我物語』を題に採った作品の多さ」「旅興行の多さに由来すると見られる郷土色の強さ」「劇能の多さ」といった特徴を挙げ、結論として「演劇性第一主義」をその特色として挙げる。これに加えて北川は、観客の涙を誘うようなメロドラマ的な展開の多さを指摘している。西野はこれらを、以下の9点に整理している（以下、西野「宮増の能」より引用。曲の例示は省略する）。
1. 曽我物語、義経伝説に取材した作品が多い。
2. （1）とも重なるが、都から離れた地方伝説に取材し、在地性が強い。
3. 親子のあわれや師弟の情などを描き、子方をうまく活用し、少年のけなげな姿とその活躍を描く。また少年の運命に一喜一憂させる作品が多い。
4. 男主人公の能が多く、登場人物が多い。これも（1）と密接に関わり、仇討や斬合が多い。
5. 前・後場でシテが別人格となるものも少なくない。これには「烏帽子折型」のように祝福者と敵対者を演じ分けるものもある。
6. 結末に神霊などが出現し（また霊験により）、祝福や蘇生を行う奇跡劇も目につく。
7. 和歌や漢詩文の利用効果などは十分ではないが、平易な文体はわかりやすく、ときに滑稽・諧謔味のある表現も見られる。
8. 俗語や謡い物や巷間芸能の利用が目立ち、（7）の欠陥を補うだけでなく、劇中歌・劇中劇としてのおもしろさも生んでいる。
9. 対話がうまく、会話劇・論争劇の萌芽が感じられる。

またワキが活躍する曲の多さも特徴であり、世阿弥が確立した主役一人に焦点を絞り込む「シテ一人主義」とは明らかに趣を異にする。こうした宮増の作風は、能の源流である大和猿楽本来の芸風の面影を残すものとも考えられ、幽玄を第一とする「能」観からすると「通俗劇的」「二流」の評もあるが、創作当時は広く大衆の支持を受けていたことが想像されている。
さらにこうした宮増の作風が、室町時代中期、新たな方向性の能を開拓した観世小次郎信光・弥次郎長俊父子に影響を与えたことが既に小林により指摘されている。逆に従来信光作とされることが多かった、歌舞伎「勧進帳」の原型となったことで知られる「安宅」についても、上記に挙げた作風との共通点から、宮増を作者とする推定がある。